# Cihanbeyli (district)
Cihanbeyli is een Turks district in de provincie Konya en telt 62.572 inwoners (2007). Het district heeft een oppervlakte van 4447,5 km². Hoofdplaats is Cihanbeyli.
De bevolkingsontwikkeling van het district is weergegeven in onderstaande tabel.
| 1997   | 2000   | 2007   |
| ------ | ------ | ------ |
| 67.819 | 75.871 | 62.572 |